# Annette Greisinger
Annette Greisinger (* 30. Juli 1966 in Regenstauf) ist eine ehemalige deutsche Tischtennis-Nationalspielerin.

## Jugend
Greisinger begann ihre Karriere beim TB Regenstauf. 1980 siegte sie bei den Deutschen Meisterschaften der Schüler im Doppel zusammen mit Kirsten Rathje. Ein Jahr später gewann sie diese Meisterschaft auch im Einzel, im Doppel konnte sie den Titel mit ihrer Partnerin Kirsten Rathje verteidigen. Im Bundesranglistenturnier für Schüler wurde sie 1981 Erste. Ab 1981 spielte sie beim Bundesliga-Verein VSC 1862 Donauwörth. Bei den Deutschen Jugendmeisterschaften gewann sie 1982 im Doppel mit Heike Baltzer sowie 1982 im Einzel und im Doppel mit Kirsten Rathje.
1983 wurde sie bei den Internationalen Jugendmeisterschaften von Jugoslawien zusammen mit Eva Hansel Dritter, mit Anja Spengler holte sie bei den Internationalen skandinavischen Meisterschaften Bronze im Mannschaftswettbewerb. Zudem erreichte sie bei den Internationalen Meisterschaften von Polen im Mixed und mit der Mannschaft das Endspiel. 1983 wurde sie zum vierten Mal für die Teilnahme an der Europameisterschaft der Junioren nominiert.

## Erwachsene
Bei den Bayerischen Meisterschaften siegte Greisinger 1983 im Einzel und im Doppel mit Gabi Kirschner. Den Titel im Doppel verteidigte das Paar im Folgejahr. Von 1984 bis 1986 spielte Greisinger beim ATSV Saarbrücken, mit dessen Damenmannschaft sie 1985 Deutscher Meister und Deutscher Pokalsieger wurde. In dieser Zeit war sie auch für die Saarland-Meisterschaften spielberechtigt, bei denen sie 1985 im Einzel, Doppel (mit Jutta Deppner) und im Mixed (mit Peter Engel) auf Platz eins landete. 1986 gewann sie wieder den Doppelwettbewerb mit Olga Nemes.
Bei den Nationalen Deutschen Meisterschaften erreichte sie 1984 im Doppel mit Kirsten Krüger das Endspiel, im Einzel kam sie auf Platz drei. Ein Jahr später kam sie im Doppel mit Ilka Böhning ins Halbfinale.
Mitte der 1980er Jahre wurde sie auch für Internationale Aufgaben nominiert. So wirkte sie im Februar 1984 im Europaligaspiel gegen England mit. Sie nahm an der Europameisterschaft 1984 und an der Weltmeisterschaft 1985 in Göteborg teil.
Bei der WM siegte sie im Einzel gegen Licia Vignola (Italien) und verlor gegen die Rumänin Maria Alboiu. Das Doppel mit Olga Nemes schied in der ersten Runde gegen Fliura Bulatowa/Raissa Timofejewa (URS) aus. Im Mixed unterlag sie an der Seite von Jörg Roßkopf bereits in der Qualifikationsrunde gegen Giovanni Bisi / Giorgia Zampini (Italien). Mit dem deutschen Damenteam kam sie auf Platz 14.
In den Jahren 1984 und 1985 bestritt Greisinger neun Länderspiele.
1986 kehrte Greisinger zum VSC 1862 Donauwörth zurück. Nach einer Saison schloss sie sich der TSG Burg Gretesch an.

## Privat
Seit ihrer Heirat heißt sie Annette Zielinski.

## Turnierergebnisse
| Verband | Veranstaltung     | Jahr | Ort      | Land | Einzel    | Doppel    | Mixed | Team |
| ------- | ----------------- | ---- | -------- | ---- | --------- | --------- | ----- | ---- |
| FRG     | Weltmeisterschaft | 1985 | Göteborg | SWE  | letzte 64 | letzte 64 | Qual  | 14   |